# Winthrop (Washington)
Winthrop es un pueblo ubicado en el condado de Okanogan en el estado estadounidense de Washington. En el año 2000 tenía una población de 1.916 habitantes y una densidad poblacional de 154,0 personas por km².

## Geografía
Winthrop se encuentra ubicada en las coordenadas 48°28′25″N 120°10′44″O / 48.47361, -120.17889.

## Demografía
Según la Oficina del Censo en 2000 los ingresos medios por hogar en la localidad eran de $25.417, y los ingresos medios por familia eran $33.333. Los hombres tenían unos ingresos medios de $31.389 frente a los $23.750 para las mujeres. La renta per cápita para la localidad era de $17.649. Alrededor del 15,1% de la población estaban por debajo del umbral de pobreza.